# Зміна фаз газорозподілу

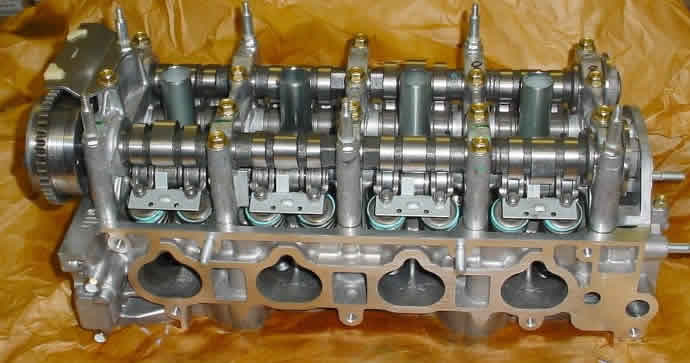
Головка блоку циліндрів Honda K20Z3. Цей двигун використовує безперервну змінну фазу газорозподілу для впускних клапанів

Зміна фаз газорозподілу (англ. Variable valve timing, VVT) в ДВС — це зміна моментів відкриття і закриття клапанів (впускних або випускних) щодо одного й того ж положення поршня в циліндрі, наприклад верхньої або нижньої мертвої точки. Застосовується для зміни наповнення циліндрів горючою сумішшю (на такті впускання), а також для зміни ступеня очищення циліндра відпрацьованими газами (на такті випуску).

## Теорія
Клапани всередині двигуна внутрішнього згоряння використовуються для керування потоком впускних і вихлопних газів у камеру згоряння та з неї. Час, тривалість і підйом цих подій клапана мають значний вплив на продуктивність двигуна. Без зміни фаз газорозподілу або змінного підйому клапана фази газорозподілу є однаковими для всіх обертів і умов двигуна, тому необхідні компроміси. Двигун, оснащений системою регулювання фаз газорозподілу, звільняється від цього обмеження, що дозволяє покращити продуктивність у робочому діапазоні двигуна.
У поршневих двигунах зазвичай використовуються клапани, які приводяться в рух розподільними валами. Кулачки відкривають (піднімають) клапани на певний час (тривалість) під час кожного циклу впуску та випуску. Важливе значення має момент відкриття та закриття клапана відносно положення колінчастого вала. Розподільний вал приводиться в рух колінчастим валом через зубчасті паси, шестерні або ланцюги.
Під час роботи двигуна на високих обертах потрібна велика кількість повітря. Однак впускні клапани можуть закритися до того, як у кожну камеру згоряння надійде достатньо повітря, що знизить продуктивність. З іншого боку, якщо розподільний вал утримує клапани відкритими протягом тривалого періоду часу, як у випадку з гоночним кулачком, проблеми починають виникати на нижчих обертах двигуна. Відкриття впускного клапана, коли випускний клапан все ще відкрито, може призвести до виходу незгорілого палива з двигуна, що призведе до зниження продуктивності двигуна та збільшення викидів. Згідно з книгою інженера Девіда Візарда «Створення кінських сил», коли впуск і випуск відкриті одночасно, вихлоп із набагато вищим тиском виштовхує впускний колектор назад із циліндра, забруднюючи впускний колектор вихлопом, у гіршому випадку.
Ранні системи зміни фаз газорозподілу використовували дискретне (ступеневе) регулювання. Наприклад, один час використовуватиметься при частоті нижче 3500 об/хв, а інший — при частоті вищих за 3500 об/хв.
Більш просунуті системи «безперервної зміни фаз газорозподілу» пропонують безперервне (нескінченне) регулювання фаз газорозподілу. Таким чином, синхронізацію можна оптимізувати відповідно до всіх швидкостей і умов двигуна.